# 不思議なオパール
『不思議なオパール』（The Genie From Down Under）は、1996年から1998年までオーストラリア放送協会で放送されたテレビドラマ。日本では1999年からNHK教育テレビで放送された。

## あらすじ
母親の再婚を控えた、ペネロピー・タウンズは、屋根裏で先祖のクロード・タウンズ卿がオーストラリアから持ち帰ったオパールを発見。そのオパールには、妖精・ブルースとその息子・バズが宿っていた。2人は、自分達をオーストラリアへ返してくれればどんな願いも叶えてくれるという。

## 日本語版制作スタッフ
- 台本 - 中村久世
- 演出 - 松川陸
- 調整 - 金谷和美、栗林秀年
- 編集 - 浅見盛康、遠藤毅、畠山和枝、原田裕文
- 制作 - 里口千、平塚輝雄

## キャスト
- ペネロピー・タウンズ - アレクサンドラ・ミルマン（声 - 加藤絹子）
- ブルース（1） - リース・マルドゥーン（井上倫宏）
- ブルース（2） - サンディ・ウィントン（井上倫宏）
- バズ - グレン・メルドラム（津村まこと）
- ダイアナ・タウンズ - アンナ・ガルビン（小野洋子）
- モソップ - モニカ・モーン（今井和子）
- バブルス - イアン・マクファディエン（後藤哲夫）
- オットー・フォン・マイスター - マーク・ミッチェル（富田耕生）
- コンラッド・フォン・マイスター - フレッチャー・ハンフリーズ（浪川大輔）
- トリッシュ - カイリー・ベリング（津田真澄）
- ダーリーン - ボビー・ヘンリー（名越志保）
- マーシア（1） - エミリー・ミルバーン（目黒未奈）
- マーシア（2） - ペトラ・ジャーレッド（藤夏子）
- ソフィー - ジャシンタ・ステイプルタン（本美奈子）

## 放送リスト

### 第1シーズン
1. 二人の妖精
2. 因縁のオパール
3. 自由を求めて
4. 魔法でかけた恋
5. 怪盗ペネロピー
6. 帰国大作戦
7. おろかな願い
8. 落とし穴
9. 三重スパイ
10. うその親友
11. 誕生日パーティー
12. 三つのオパール
13. オパールの戻った日

### 第2シーズン
1. 幻のプロポーズ
2. あこがれの王子様
3. ママの告白
4. 過去から来た男
5. うそのない世界
6. 悪夢の1週間
7. わたしは赤ちゃん
8. 裏切られたママ
9. 復しゅう
10. オパールの行方
11. カントリー・コンテスト
12. 暴君・オットー
13. 最後の願い